# Андреј Луњов
Андреј Јевгењевич Луњов (рус. Андрей Евгеньевич Лунёв; Москва, 13. новембар 1991) професионални је руски фудбалер који игра на позицији голмана. Члан је фудбалског клуба Зенит из Санкт Петербурга са којим се такмичи у Премијер лиги Русије и репрезентативац Русије.

## Клупска каријера
Луњов је играчку каријеру започео у екипи московског Торпеда за чији први тим је почео наступати током 2010. године. У највишем рангу руског фудбала, Премијер лиги, први пут је заиграо у дресу екипе Уфе са којом је потписао уговор у лето 2015. (иако је прву сезону одиграо у омладинској екипи клуба). У Премијер лиги је дебитовао у сезони 2016/17, одиграо је свега 10 утакмица уз учинак од 7 примљених голова, а чак шест утакмица одиграо је без приомљеног гола. 
Крајем децембра 2016. потписује четвороипогодишњи уговор са једним од најбољих руских клубова, петербуршким Зенитом. Прву утакмицу у дресу Зенита одиграо је 19. марта 2017. против туљског Арсенала, а већ у наредној сезони (сезона 2017/18) изборио се за место стандардног првотимца.   

## Репрезентативна каријера
Луњов је требало да дебитује за сениорску репрезентацију Русије на Купу конфедерација 2017, али је због повреде задобијене у првенственој утакмици против Краснодара пропустио цео турнир. Прву утакмицу у репрезентативном дресу одиграо је 10. октобра 2017, била је то пријатељска утакмица против Ирана, резултат је био 1:1. Нешто више од месец дана касније уписао је и други наступ у репрезентативном дресу, овај пут противник је била Шпанија (резултат 3:3), а Луњов је пред сам крај утакмице задобио озбиљнију повреду главезбог које је хоспитализован. У марту 2018. као стартер је започео пријатељску утакмицу против Француске. 
Селектор Станислав Черчесов уврстио га је на коначни списак репрезентативаца за Светско првенство 2018. чији домаћин је управо Русија.
Ажурирано 13. јула 2018.
| Наступи за репрезентацију Русије | Наступи за репрезентацију Русије | Наступи за репрезентацију Русије | Наступи за репрезентацију Русије | Наступи за репрезентацију Русије | Наступи за репрезентацију Русије | Наступи за репрезентацију Русије |
| №                                | Датум                            | Противник                        | Резултат                         | Примљених голова                 | Замена                           | Тип утакмице                     |
| -------------------------------- | -------------------------------- | -------------------------------- | -------------------------------- | -------------------------------- | -------------------------------- | -------------------------------- |
| 1                                | 10. октобар 2017.                | Иран                             | 1 : 1                            | 1                                | —                                | пријатељска утакмица             |
| 2                                | 14. новембар 2017.               | Шпанија                          | 3 : 3                            | 3                                | —                                | прјатељска утакмица              |
| 3                                | 27. март 2018.                   | Француска                        | 1 : 3                            | 3                                | —                                | пријатељска утакмица             |